# کریستین براکونی
کریستین براکونی (انگلیسی: Christian Bracconi؛ زادهٔ ۲۵ نوامبر ۱۹۶۰) بازیکن فوتبال اهل فرانسه است.
از باشگاه‌هایی که در آن بازی کرده‌است می‌توان به باشگاه فوتبال باستیا و باشگاه فوتبال متس اشاره کرد.